# Splachnum flagellare
Splachnum flagellare là một loài rêu trong họ Splachnaceae. Loài này được Brid. mô tả khoa học đầu tiên năm 1806.